# Veliko Plivsko Jezero
Veliko Plivsko Jezero är en sjö i Bosnien och Hercegovina.   Den ligger i entiteten Federationen Bosnien och Hercegovina, i den centrala delen av landet, 110 km nordväst om huvudstaden Sarajevo. Veliko Plivsko Jezero ligger 425 meter över havet. Den ligger vid sjön Plivina Jezera.
I omgivningarna runt Veliko Plivsko Jezero växer i huvudsak blandskog. Runt Veliko Plivsko Jezero är det ganska tätbefolkat, med 93 invånare per kvadratkilometer.